# Virginia Wade
Virginia Sarah Wade (ur. 10 lipca 1945 w Bournemouth) – brytyjska tenisistka, trzykrotna zwyciężczyni turniejów wielkoszlemowych w grze pojedynczej i czterokrotna w deblu.

## Kariera tenisowa
Wade nauczyła się grać w tenisa w Afryce Południowej, gdzie przeprowadzili się jej rodzice, gdy miała zaledwie roczek. Jej ojciec objął stanowisko archidiakona Durbanu. Gdy Virginia miała 15 lat, jej rodzina ponownie sprowadziła się do Anglii, a młoda Wade rozpoczęła naukę w szkole dla dziewcząt Tunbridge Wells w Kent. Po ukończeniu szkoły, Virginia udała się na studia matematyczne i fizyczne na uniwersytecie Sussex, kończąc je w roku 1966.
Operując slajsowanym, jednoręcznym backhandem i dobrą grą wolejową, odnosiła wiele sukcesów na nawierzchni trawiastej. Jej kariera trwała kilkadziesiąt lat, występowała na Wimbledonie jeszcze w 1987. W latach 1967–1979 figurowała w czołowej dziesiątce rankingu światowego, w tym jako nr 2 w 1968 i 1975 roku.
Najbardziej zapamiętane zostało jej zwycięstwo w grze pojedynczej na Wimbledonie w 1977; w stulecie turnieju pokonała w półfinale słynną Amerykankę Chris Evert, a w finale Betty Stöve. Miała wówczas już 32 lata i był to jej 17. Wimbledon; nagrodę wręczała wyjątkowo królowa Elżbieta II, która obchodziła w tym czasie srebrny jubileusz wstąpienia na tron brytyjski.
Odnosiła sukcesy także na innych imprezach wielkoszlemowych. Wygrywała Australian Open w singlu (1972) i deblu (1973); French Open w deblu (1973); US Open w singlu (1968 w kategorii „open”) i deblu (1969, 1973, 1975). Kilkakrotnie przegrywała także finały tych turniejów – 1970 finał debla na Wimbledonie, 1969 finał singla amatorek na US Open, 1979 finał debla na French Open; pięciokrotna finalistka debla na US Open (1968 w amatorkach, 1969 w „open”, 1970, 1972 i 1976).
Łącznie wygrała 55 turniejów zawodowych; wygrywała m.in. prestiżowe Italian Open na Foro Italico w Rzymie (1971 w grze pojedynczej, 1968, 1971, 1973, 1983 w grze podwójnej; 1970 finalistka debla, 1968 finalistka miksta). W latach 1967–1983 reprezentowała Wielką Brytanię w Pucharze Federacji (zajmuje czołowe miejsca w historii Pucharu pod względem ilości rozegranych pojedynków oraz meczów międzypaństwowych, w których brała udział); 1965-1985 występowała także w Pucharze Wightmana.
Trenerem Wade przez większość kariery był Jerry Teeguarden, ojciec amerykańskiej tenisistki Pam Teeguarden, zwyciężczyni dwóch turniejów wielkoszlemowych w grze podwójnej, w latach 1974 i 1977.
W roku 1982 została pierwszą kobietą wybraną do Wimbledon Commitette.
Wade aż dwudziestoczterokrotnie występowała w grze pojedynczej na kortach Wimbledonu, co do dzisiaj zostało nie pobitym rekordem.
W 1989 jej nazwisko wpisano do Międzynarodowej Tenisowej Galerii Sławy.
Odkąd zakończyła zawodową karierę tenisową Virginia Wade zajmuje się komentowaniem turniejów tenisowych dla stacji BBC.

## Finały turniejów wielkoszlemowych (3)

### Wygrane (3)
| Rok  | Turniej         | Przeciwniczka w finale  | Wynik finału  |
| 1968 | US Open         | Billie Jean King        | 6-4, 6-2      |
| 1972 | Australian Open | Evonne Goolagong Cawley | 6-4, 6-4      |
| 1977 | Wimbledon       | Betty Stöve             | 4-6, 6-3, 6-1 |

## Finały turniejów wielkoszlemowych w grze podwójnej (10)

### Wygrane (4)
| Rok  | Turniej         | Partnerka            | Przeciwniczki w finale           | Wynik finału  |
| 1973 | Australian Open | Margaret Smith Court | Kerry Harris Kerry Melville-Reid | 6-4, 6-4      |
| 1973 | French Open     | Margaret Smith Court | Françoise Durr Betty Stöve       | 6-2, 6-3      |
| 1973 | US Open         | Margaret Smith Court | Billie Jean King Rosie Casals    | 3-6, 6-3, 7-5 |
| 1975 | US Open (2)     | Margaret Smith Court | Billie Jean King Rosemary Casals | 7-5, 2-6, 7-6 |

### Przegrane finały (6)
| Rok  | Turniej     | Partnerka            | Przeciwniczki w finale                  | Wynik finału  |
| 1969 | US Open     | Margaret Smith Court | Françoise Durr Darlene Hard             | 0-6, 6-3, 6-4 |
| 1970 | Wimbledon   | Françoise Durr       | Billie Jean King Rosie Casals           | 6-2, 6-3      |
| 1970 | US Open (2) | Rosemary Casals      | Margaret Smith Court Judy Tegart Dalton | 6-3, 6-4      |
| 1972 | US Open (3) | Margaret Smith Court | Françoise Durr Betty Stöve              | 6-3, 1-6, 6-3 |
| 1976 | US Open (4) | Olga Morozowa        | Delina Boshoff Ilana Kloss              | 6-1, 6-4      |
| 1979 | French Open | Françoise Durr       | Betty Stöve Wendy Turnbull              | 3-6, 7-5, 6-4 |

## Historia występów wielkoszlemowych
Legenda
     W, wygrany turniej
     F, przegrana w finale
     SF, przegrana w półfinale
     QF, przegrana w ćwierćfinale
     xR, przegrana w x rundzie
      A, brak startu
     NH, turniej się nie odbył
Turniej Australian Open odbył się dwukrotnie w 1977 roku (styczeń i grudzień), za to nie został rozegrany w 1986.
     Początek Ery Open

### Występy w grze pojedynczej
| Australian Open        | A                   | A                   | A                   | A                   | A                   | A  | A |    | A  | A  | A  | W  | QF | A  | A  | A  | A  | A  | A  | A  | A  | A  | A  | 2R | 2R | 2R | 1 / 5 (1 / 5)   | 10 – 4 (10 – 4)     |  |  |  |  |  |  |  |  |  |
| French Open            | A                   | A                   | A                   | A                   | A                   | 4R |   | A  | 2R | QF | 1R | QF | 3R | 2R | A  | A  | A  | A  | A  | 2R | 3R | 4R | 3R | 1R | 1R | 2R | 0 / 14 (0 / 13) | 19 – 14 (16 – 13)   |  |  |  |  |  |  |  |  |  |
| Wimbledon              | 2R                  | 2R                  | 2R                  | 4R                  | 2R                  | QF |   | 1R | 3R | 4R | 4R | QF | QF | SF | QF | SF | W  | W  | SF | QF | 4R | 2R | 2R | QF | 3R | 3R | 1 / 24 (1 / 18) | 64 – 23 (56 – 17)   |  |  |  |  |  |  |  |  |  |
| US Open                | A                   | A                   | 4R                  | 2R                  | QF                  | 4R |   | W  | SF | SF | A  | QF | QF | 2R | SF | 2R | QF | QF | 3R | QF | 3R | 3R | 1R | 2R | 2R | A  | 1 / 20 (1 / 16) | 49 – 19 (40 – 15)   |  |  |  |  |  |  |  |  |  |
|                        |                     |                     |                     |                     |                     |    |   |    |    |    |    |    |    |    |    |    |    |    |    |    |    |    |    |    |    |    |                 |                     |  |  |  |  |  |  |  |  |  |
| Ranking na koniec roku | nie był publikowany | nie był publikowany | nie był publikowany | nie był publikowany | nie był publikowany | 8  | 2 | 2  | 9  | 5  | 7  | 5  | 6  | 4  | 2  | 3  | 4  | 4  | 4  | 8  | 15 | 30 | 59 | 40 | 61 | 89 | 3 / 63 (3 / 52) | 142 – 60 (122 – 49) |  |  |  |  |  |  |  |  |  |

### Występy w grze podwójnej
| Australian Open        | A                           | A                           | A                           | A                           | A                           | A                           | A                           |                             | A                           | A                           | A                           | SF                          | W                           | A                           | A                           | A                           | A                           | A                           | A                           | A                           | A                           | A                           | A                           | 2R                          | 2R | QF | NH  | 1 / 5 (1 / 5)   | 8 – 4 (8 – 4)       |  |  |  |  |  |  |  |  |
| French Open            | A                           | A                           | A                           | A                           | A                           | QF                          |                             | A                           | QF                          | QF                          | 3R                          | 2R                          | W                           | A                           | A                           | A                           | A                           | A                           | A                           | F                           | QF                          | 2R                          | 2R                          | 3R                          | 3R | 3R | 3R  | 1 / 14 (1 / 13) | 27 – 12 (24 – 11)   |  |  |  |  |  |  |  |  |
| Wimbledon              | A                           | 1R                          | QF                          | 3R                          | SF                          | SF                          |                             | QF                          | 1R                          | F                           | 3R                          | SF                          | 3R                          | QF                          | QF                          | 1R                          | SF                          | SF                          | SF                          | SF                          | QF                          | QF                          | 3R                          | 3R                          | 3R | 2R | 2R  | 0 / 24 (0 / 19) | 53 – 24 (42 – 19)   |  |  |  |  |  |  |  |  |
| US Open                | A                           | A                           | QF                          | SF                          | SF                          | 3R                          |                             | SF                          | F                           | F                           | A                           | F                           | W                           | SF                          | W                           | F                           | QF                          | QF                          | SF                          | 1R                          | QF                          | 2R                          | 1R                          | 3R                          | 2R | 1R | 2R  | 2 / 22 (2 / 18) | 54 – 19 (46 – 16)   |  |  |  |  |  |  |  |  |
|                        |                             |                             |                             |                             |                             |                             |                             |                             |                             |                             |                             |                             |                             |                             |                             |                             |                             |                             |                             |                             |                             |                             |                             |                             |    |    |     |                 |                     |  |  |  |  |  |  |  |  |
| Ranking na koniec roku | Ranking nie był publikowany | Ranking nie był publikowany | Ranking nie był publikowany | Ranking nie był publikowany | Ranking nie był publikowany | Ranking nie był publikowany | Ranking nie był publikowany | Ranking nie był publikowany | Ranking nie był publikowany | Ranking nie był publikowany | Ranking nie był publikowany | Ranking nie był publikowany | Ranking nie był publikowany | Ranking nie był publikowany | Ranking nie był publikowany | Ranking nie był publikowany | Ranking nie był publikowany | Ranking nie był publikowany | Ranking nie był publikowany | Ranking nie był publikowany | Ranking nie był publikowany | Ranking nie był publikowany | Ranking nie był publikowany | Ranking nie był publikowany | 82 | 65 | 103 | 4 / 65 (4 / 55) | 142 – 59 (120 – 50) |  |  |  |  |  |  |  |  |

### Występy w grze mieszanej
| Australian Open | A | A  | A  | A  | A  | A  | A |    | A  | Turniej nie był rozgrywany | Turniej nie był rozgrywany | Turniej nie był rozgrywany | Turniej nie był rozgrywany | Turniej nie był rozgrywany | Turniej nie był rozgrywany | Turniej nie był rozgrywany | Turniej nie był rozgrywany | Turniej nie był rozgrywany | Turniej nie był rozgrywany | Turniej nie był rozgrywany | Turniej nie był rozgrywany | Turniej nie był rozgrywany | Turniej nie był rozgrywany | Turniej nie był rozgrywany | Turniej nie był rozgrywany | Turniej nie był rozgrywany | A  | 0 / 0           | 0 – 0             |  |  |  |  |  |  |
| French Open     | A | A  | A  | A  | A  | 3R |   | A  | SF | QF                         | A                          | SF                         | 2R                         | A                          | A                          | A                          | A                          | A                          | A                          | A                          | A                          | A                          | A                          | 2R                         | 2R                         | A                          | A  | 0 / 7 (0 / 6)   | 11 – 7 (9 – 6)    |  |  |  |  |  |  |
| Wimbledon       | A | 2R | 2R | 3R | 1R | QF |   | 4R | 1R | 3R                         | 3R                         | 3R                         | 3R                         | 2R                         | 2R                         | 3R                         | 2R                         | 3R                         | A                          | 2R                         | QF                         | 2R                         | 2R                         | 2R                         | 1R                         | 2R                         | 1R | 0 / 24 (0 / 19) | 24 – 24 (18 – 19) |  |  |  |  |  |  |
| US Open         | A | A  | 2R | 1R | 1R | 2R |   | A  | QF | 2R                         | A                          | 1R                         | 2R                         | 2R                         | A                          | A                          | A                          | A                          | A                          | A                          | A                          | A                          | A                          | A                          | QF                         | 2R                         | A  | 0 / 11 (0 / 7)  | 9 – 10 (7 – 7)    |  |  |  |  |  |  |
|                 |   |    |    |    |    |    |   |    |    |                            |                            |                            |                            |                            |                            |                            |                            |                            |                            |                            |                            |                            |                            |                            |                            |                            |    |                 |                   |  |  |  |  |  |  |
|                 |   |    |    |    |    |    |   |    |    |                            |                            |                            |                            |                            |                            |                            |                            |                            |                            |                            |                            |                            |                            |                            |                            |                            |    | 0 / 42 (0 / 32) | 44 – 41 (34 – 32) |  |  |  |  |  |  |

## Finały turniejów WTA
| Legenda                     | Legenda |
| --------------------------- | ------- |
| Wielki Szlem                |         |
| Igrzyska olimpijskie        |         |
| WTA Tour Championships      |         |
| WTA Doubles Championships   |         |
| Toyota Series Championships |         |
| 1971 – 1987                 |         |
| Virginia Slims Circuit      |         |
| Grand Prix Series           |         |
| Colgate Series              |         |

### Gra pojedyncza 108 (57–51)

#### Przed Erą Open 5 (2–3)
| Końcowy wynik | Nr | Data             | Turniej      | Nawierzchnia | Przeciwniczka        | Wynik finału  |
| ------------- | -- | ---------------- | ------------ | ------------ | -------------------- | ------------- |
| Finalistka    | 1. | 10 lipca 1965    | Birmingham   | Trawiasta    | Margaret Smith Court | 3:6, 6:4, 5:7 |
| Finalistka    | 2. | 12 czerwca 1967  | Beckenham    | Trawiasta    | Ann Haydon-Jones     | 3:6, 6:1, 3:6 |
| Zwyciężczyni  | 1. | 22 lipca 1967    | Hoylake      | Trawiasta    | Judy Tegart          | 6:3, 6:4      |
| Zwyciężczyni  | 2. | 24 marca 1968    | Kampala      | Trawiasta    | Margaret Smith Court | 7:5, 6:4      |
| Finalistka    | 3. | 15 kwietnia 1968 | Johannesburg | Twarda       | Margaret Smith Court | 4:6, 4:6      |

#### W Erze Open 103 (55–48)
| Końcowy wynik | Nr  | Data                 | Turniej            | Nawierzchnia    | Przeciwniczka           | Wynik finału           |
| ------------- | --- | -------------------- | ------------------ | --------------- | ----------------------- | ---------------------- |
| Zwyciężczyni  | 1.  | 27 kwietnia 1968     | Bournemouth        | Ceglana         | Winnie Shaw             | 6:4, 6:1               |
| Finalistka    | 1.  | 5 maja 1968          | Hurlingham, Londyn | Ceglana         | Margaret Smith Court    | 3:6, 2:6               |
| Finalistka    | 2.  | 8 czerwca 1968       | Manchester         | Trawiasta       | Margaret Smith Court    | 4:6, 6:4, 4:6          |
| Finalistka    | 3.  | 20 lipca 1968        | Hoylake            | Trawiasta       | Margaret Smith Court    | 2:6, 4:6               |
| Zwyciężczyni  | 2.  | 8 września 1968      | US Open            | Trawiasta       | Billie Jean King        | 6:4, 6:2               |
| Zwyciężczyni  | 3.  | 1968                 | Bloemfontein-RPA   |                 |                         | brak danych            |
| Zwyciężczyni  | 4.  | 1968                 | East London-RPA    |                 |                         | brak danych            |
| Finalistka    | 4.  | 3 listopada 1968     | Aberavon           | Dywanowa (hala) | Margaret Smith Court    | 3:6, 6:4, 4:6          |
| Finalistka    | 5.  | 9 listopada 1968     | Torquay            | Twarda (hala)   | Margaret Smith Court    | 10:12, 6:8             |
| Finalistka    | 6.  | 16 listopada 1968    | Londyn             | Twarda (hala)   | Margaret Smith Court    | 8:10, 1:6              |
| Zwyciężczyni  | 5.  | 23 listopada 1968    | Londyn             | Dywanowa (hala) | Margaret Smith Court    | 6:3, 6:4               |
| Zwyciężczyni  | 6.  | 1969                 | Kapsztad-RPA       |                 |                         | brak danych            |
| Zwyciężczyni  | 7.  | 1969                 | East London-RPA    |                 |                         | brak danych            |
| Finalistka    | 7.  | 23 marca 1969        | Fort Lauderdale    | Ceglana         | Julie Heldman           | 1:6, 4:6               |
| Finalistka    | 8.  | 11 lipca 1969        | Dublin             | Trawiasta       | Billie Jean King        | 2:6, 2:6               |
| Zwyciężczyni  | 8.  | 20 lipca 1969        | Hoylake            | Trawiasta       | Christine Janes         | 0:6, 6:4, 8:6          |
| Finalistka    | 9.  | 17 sierpnia 1969     | Haverford          | Trawiasta       | Margaret Smith Court    | 4:6, 4:6               |
| Finalistka    | 10. | 24 sierpnia 1969     | Chestnut Hill      | Trawiasta       | Margaret Smith Court    | 6:4, 3:6, 0:6          |
| Zwyciężczyni  | 9.  | 18 października 1969 | Perth              | Twarda (hala)   | Ann Haydon-Jones        | 9:7, 6:2               |
| Zwyciężczyni  | 10. | 25 października 1969 | Stalybridge        | Twarda (hala)   | Ann Haydon-Jones        | 6:3, 1:6, 6:3          |
| Zwyciężczyni  | 11. | 2 listopada 1969     | Aberavon           | Dywanowa (hala) | Julie Heldman           | 6:4, 6:4               |
| Finalistka    | 11. | 8 listopada 1969     | Torquay            | Dywanowa (hala) | Julie Heldman           | 6:4, 6:8, 3:6          |
| Zwyciężczyni  | 12. | 15 listopada 1969    | Londyn             | Dywanowa (hala) | Julie Heldman           | 6:4, 6:1               |
| Finalistka    | 12. | 12 lutego 1970       | Nowy Jork          | Dywanowa (hala) | Margaret Smith Court    | 3:6, 3:6               |
| Finalistka    | 13. | 2 maja 1970          | Bournemouth        | Ceglana         | Margaret Smith Court    | 2:6, 4:6               |
| Zwyciężczyni  | 13. | 1970                 | German Indoors     |                 |                         | brak danych            |
| Zwyciężczyni  | 14. | 18 maja 1970         | Berlin             | Ceglana         | Helga Niessen           | 10:8, 6:1              |
| Zwyciężczyni  | 15. | lipiec 1970          | Dublin             | Trawiasta       | Valerie Ziegenfuss      | 6:3, 6:3               |
| Zwyciężczyni  | 16. | 24 października 1970 | Stalybridge        | Twarda (hala)   | Ann Haydon-Jones        | 2:6, 6:2, 6:1          |
| Zwyciężczyni  | 17. | 31 października 1970 | Aberavon           | Dywanowa (hala) | Ann Haydon-Jones        | 6:3, 1:6, 7:5          |
| Finalistka    | 14. | 7 listopada 1970     | Torquay            | Dywanowa (hala) | Ann Haydon-Jones        | 4:6, 5:7               |
| Finalistka    | 15. | 24 stycznia 1971     | Perth              | Trawiasta       | Margaret Smith Court    | 1:6, 2:6               |
| Zwyciężczyni  | 18. | 1971                 | Kapsztad-RPA       |                 |                         | brak danych            |
| Zwyciężczyni  | 19. | 25 kwietnia 1971     | Katania            |                 | Gail Sherriff Chanfreau | 6:0, 6:3               |
| Zwyciężczyni  | 20. | 10 maja 1971         | Rzym               | Ceglana         | Helga Niessen Masthoff  | 6:4, 6:4               |
| Zwyciężczyni  | 21. | 10 lipca 1971        | Newport            | Trawiasta       | Judy Tegart Dalton      | 6:3, 6:4               |
| Zwyciężczyni  | 22. | 8 sierpnia 1971      | Cincinnati         | Twarda          | Linda Tuero             | 6:3, 6:3               |
| Zwyciężczyni  | 23. | 24 października 1971 | Billingham         | Dywanowa (hala) | Julie Heldman           | 4:6, 7:5, 6:3          |
| Zwyciężczyni  | 24. | 7 listopada 1971     | Aberavon           | Dywanowa (hala) | Evonne Goolagong        | 7:6, 6:3               |
| Zwyciężczyni  | 25. | 20 listopada 1971    | Londyn             | Dywanowa (hala) | Julie Heldman           | 6:1, 6:3               |
| Zwyciężczyni  | 26. | 5 grudnia 1971       | Nowy Jork          | Dywanowa (hala) | Rosie Casals            | 6:3, 6:3               |
| Zwyciężczyni  | 27. | 3 stycznia 1972      | Australian Open    | Trawiasta       | Evonne Goolagong        | 6:4, 6:4               |
| Finalistka    | 16. | 9 stycznia 1972      | Sydney             | Trawiasta       | Evonne Goolagong        | 1:6, 6:7(4)            |
| Zwyciężczyni  | 28. | 30 stycznia 1972     | Boston             | Dywanowa (hala) | Françoise Durr          | 6:3, 7:5               |
| Finalistka    | 17. | 9 kwietnia 1972      | Johannesburg       | Twarda          | Evonne Goolagong        | 6:4, 3:6, 0:6          |
| Finalistka    | 18. | 15 lipca 1972        | Newport            | Trawiasta       | Kerry Melville          | 5:7, 2:6               |
| Finalistka    | 19. | 20 sierpnia 1972     | Toronto            | Ceglana         | Evonne Goolagong        | 3:6, 1:6               |
| Zwyciężczyni  | 29. | 27 sierpnia 1972     | Haverford          | Trawiasta       | Laurie Fleming          | 6:4, 6:1               |
| Finalistka    | 20. | 30 października 1972 | Edynburg           | Dywanowa (hala) | Margaret Smith Court    | 3:6, 6:3, 5:7          |
| Finalistka    | 21. | 4 listopada 1972     | Aberavon           | Dywanowa (hala) | Margaret Smith Court    | 3:6, 4:6               |
| Finalistka    | 22. | 11 listopada 1972    | Torquay            | Dywanowa (hala) | Margaret Smith Court    | 6:2, 3:6, 1:6          |
| Finalistka    | 23. | 18 listopada 1972    | Londyn             | Dywanowa (hala) | Margaret Smith Court    | 1:6, 1:6               |
| Zwyciężczyni  | 30. | 1 grudnia 1972       | Buenos Aires       | Ceglana         | Fiorella Bonicelli      | 6:4, 6:1               |
| Finalistka    | 24. | 4 marca 1973         | Fort Lauderdale    | Ceglana         | Chris Evert             | 1:6, 2:6               |
| Zwyciężczyni  | 31. | 11 marca 1973        | Dallas             | Dywanowa (hala) | Evonne Goolagong        | 6:4, 6:1               |
| Finalistka    | 25. | 18 marca 1973        | Boston             | Dywanowa (hala) | Evonne Goolagong        | 4:6, 4:6               |
| Zwyciężczyni  | 32. | 13 maja 1973         | Bournemouth        | Ceglana         | Evonne Goolagong        | 6:4, 6:4               |
| Finalistka    | 26. | 17 czerwca 1973      | Nottingham         | Trawiasta       | Billie Jean King        | 6:8, 4:6               |
| Finalistka    | 27. | 14 lipca 1973        | Dublin             | Trawiasta       | Margaret Smith Court    | 2:6, 4:6               |
| Zwyciężczyni  | 33. | 27 października 1973 | Aberavon           | Dywanowa (hala) | Julie Heldman           | 6:3, 6:1               |
| Zwyciężczyni  | 34. | 3 listopada 1973     | Edynburg           | Dywanowa (hala) | Julie Heldman           | 6:4, 3:6, 6:1          |
| Zwyciężczyni  | 35. | 10 listopada 1973    | Billingham         | Dywanowa (hala) | Nathalie Fuchs          | 6:0, 6:2               |
| Zwyciężczyni  | 36. | 17 listopada 1973    | Londyn             | Dywanowa (hala) | Julie Heldman           | 6:2, 3:6, 7:5          |
| Zwyciężczyni  | 37. | 3 marca 1974         | Chicago            | Dywanowa (hala) | Rosie Casals            | 2:6, 6:4, 6:4          |
| Finalistka    | 28. | 10 marca 1974        | Dallas             | Dywanowa (hala) | Chris Evert             | 5:7, 2:6               |
| Zwyciężczyni  | 38. | 26 maja 1974         | Bournemouth        | Ceglana         | Julie Heldman           | 6:1, 3:6, 6:1          |
| Finalistka    | 29. | 23 czerwca 1974      | Eastbourne         | Trawiasta       | Chris Evert             | 5:7, 4:6               |
| Finalistka    | 30. | 6 października 1974  | Houston            | Dywanowa (hala) | Chris Evert             | 3:6, 7:5, 1:6          |
| Zwyciężczyni  | 39. | 13 października 1974 | Phoenix            | Dywanowa (hala) | Helen Gourlay           | 6:1, 6:2               |
| Finalistka    | 31. | 23 października 1974 | Hilton Head        | Ceglana         | Chris Evert             | 1:6, 3:6               |
| Zwyciężczyni  | 40. | 9 listopada 1974     | Edynburg           | Dywanowa (hala) | Julie Heldman           | 6:3, 4:6, 6:2          |
| Zwyciężczyni  | 41. | 17 listopada 1974    | Londyn             | Dywanowa (hala) | Julie Heldman           | 7:6, 6:2               |
| Zwyciężczyni  | 42. | 23 marca 1975        | Dallas             | Dywanowa (hala) | Martina Navrátilová     | 2:6, 7:6(3), 4:3 krecz |
| Zwyciężczyni  | 43. | 30 marca 1975        | Filadelfia         | Dywanowa (hala) | Chris Evert             | 7:5, 6:4               |
| Zwyciężczyni  | 44. | 21 czerwca 1975      | Eastbourne         | Trawiasta       | Billie Jean King        | 7:5, 4:6, 6:4          |
| Finalistka    | 32. | 24 sierpnia 1975     | Nowy Jork          | Ceglana         | Chris Evert             | 0:6, 1:6               |
| Finalistka    | 33. | 12 października 1975 | Phoenix            | Dywanowa (hala) | Nancy Richey-Gunter     | 6:4, 5:7, 4:6          |
| Zwyciężczyni  | 45. | 2 listopada 1975     | Sztokholm          | Dywanowa (hala) | Françoise Durr          | 6:3, 4:6, 7:5          |
| Zwyciężczyni  | 46. | 9 listopada 1975     | Paryż              | Dywanowa (hala) | Sue Barker              | 6:1, 6:7, 9:7          |
| Zwyciężczyni  | 47. | 16 listopada 1975    | Londyn             | Dywanowa (hala) | Evonne Goolagong Cawley | 6:3, 6:2               |
| Finalistka    | 34. | 25 stycznia 1976     | Waszyngton         | Dywanowa (hala) | Chris Evert             | 2:6, 1:6               |
| Finalistka    | 35. | 2 lutego 1976        | Chicago            | Dywanowa (hala) | Evonne Goolagong Cawley | 6:3, 3:6, 2:6          |
| Finalistka    | 36. | 8 lutego 1976        | Akron              | Dywanowa (hala) | Evonne Goolagong Cawley | 2:6, 6:3, 2:6          |
| Finalistka    | 37. | 28 marca 1976        | Boston             | Dywanowa (hala) | Evonne Goolagong Cawley | 2:6, 0:6               |
| Finalistka    | 38. | 20 czerwca 1976      | Eastbourne         | Trawiasta       | Chris Evert             | 6:8, 3:6               |
| Zwyciężczyni  | 48. | 19 września 1976     | Atlanta            | Dywanowa (hala) | Betty Stöve             | 5:7, 7:5, 7:5          |
| Finalistka    | 39. | 10 października 1976 | Hilton Head        | Ceglana         | Evonne Goolagong Cawley | 3:6, 4:6               |
| Zwyciężczyni  | 49. | 7 listopada 1976     | Londyn             | Twarda (hala)   | Chris Evert             | 6:2, 6:2               |
| Finalistka    | 40. | 6 marca 1977         | San Francisco      | Dywanowa (hala) | Sue Barker              | 3:6, 4:6               |
| Zwyciężczyni  | 50. | 2 lipca 1977         | Wimbledon          | Trawiasta       | Betty Stöve             | 4:6, 6:3, 6:1          |
| Zwyciężczyni  | 51. | 18 września 1977     | Tokio              | Dywanowa (hala) | Martina Navrátilová     | 7:5, 5:7, 6:4          |
| Zwyciężczyni  | 52. | 1 października 1977  | Hilton Head        | Ceglana         | Evonne Goolagong Cawley | 6:4, 6:7, 6:3          |
| Finalistka    | 41. | 11 grudnia 1977      | Londyn             | Twarda (hala)   | Billie Jean King        | 3:6, 1:6               |
| Zwyciężczyni  | 53. | 27 sierpnia 1978     | Mahwah             | Twarda          | Kerry Reid              | 1:6, 6:1, 6:4          |
| Zwyciężczyni  | 54. | 17 września 1978     | Tokio              | Dywanowa (hala) | Betty Stöve             | 6:4, 7:6(2)            |
| Finalistka    | 42. | 15 października 1978 | Minneapolis        | Dywanowa (hala) | Chris Evert             | 7:6, 2:6, 4:6          |
| Zwyciężczyni  | 55. | 12 listopada 1978    | Tampa (ClearWater) | Twarda          | Anna Maria Fernández    | 6:4, 7:6               |
| Finalistka    | 43. | 21 stycznia 1979     | Houston            | Dywanowa (hala) | Martina Navrátilová     | 3:6, 2:6               |
| Finalistka    | 44. | 11 marca 1979        | Filadelfia         | Dywanowa (hala) | Wendy Turnbull          | 7:5, 3:6, 2:6          |
| Finalistka    | 45. | 28 października 1979 | Tampa              | Twarda          | Evonne Goolagong Cawley | 0:6, 3:6               |
| Finalistka    | 46. | 3 lutego 1980        | Seattle            | Dywanowa (hala) | Tracy Austin            | 2:6, 6:7(1)            |
| Finalistka    | 47. | 16 marca 1980        | Boston             | Dywanowa (hala) | Tracy Austin            | 2:6, 1:6               |
| Finalistka    | 48. | 15 lutego 1981       | Oakland            | Dywanowa (hala) | Andrea Jaeger           | 3:6, 1:6               |

### Gra podwójna 109 (59–50)

#### Przed Erą Open 6 (1–5)
| Końcowy wynik | Nr | Data                | Turniej       | Nawierzchnia | Partnerka            | Przeciwniczki                   | Wynik finału    |
| ------------- | -- | ------------------- | ------------- | ------------ | -------------------- | ------------------------------- | --------------- |
| Finalistka    | 1. | 31 lipca 1966       | South Orange  | Trawiasta    | Winnie Shaw          | Rosie Casals Billie Jean King   | 13:15, 9:7, 5:7 |
| Finalistka    | 2. | 13 sierpnia 1966    | Locust Valley | Trawiasta    | Winnie Shaw          | Mary-Ann Eisel Billie Jean King | 16:14, 2:6, 4:6 |
| Finalistka    | 3. | 2 października 1966 | Berkeley      | Twarda       | Winnie Shaw          | Rosie Casals Judy Tegart        | 1:6, 4:6        |
| Zwyciężczyni  | 1. | 17 czerwca 1967     | Beckenham     | Trawiasta    | Ann Haydon-Jones     | Karen Krantzcke Kerry Melville  | 6:2, 3:6, 6:4   |
| Finalistka    | 4. | 22 lipca 1967       | Hoylake       | Trawiasta    | Christine Truman     | Helen Gourlay Judy Tegart       | 4:6, 3:6        |
| Finalistka    | 5. | 14 kwietnia 1968    | Johannesburg  | Twarda       | Margaret Smith Court | Annette Van Zyl Pat Walkden     | 6:0, 4:6, 5:7   |

#### W Erze Open 104 (59–45)
| Końcowy wynik     | Nr  | Data                 | Turniej                     | Nawierzchnia    | Partnerka               | Przeciwniczki                               | Wynik finału                        |
| ----------------- | --- | -------------------- | --------------------------- | --------------- | ----------------------- | ------------------------------------------- | ----------------------------------- |
| Zwyciężczyni      | 1.  | 5 maja 1968          | Hurlingham, Londyn          | Ceglana         | Margaret Smith Court    | Annette Du Plooy Pat Walkden                | nie rozegrano, tytuł wspólny        |
| Zwyciężczyni      | 2.  | 19 maja 1968         | Rzym                        | Ceglana         | Margaret Smith Court    | Annette Du Plooy Pat Walkden                | 6:2, 7:5                            |
| Zwyciężczyni      | 3.  | 3 czerwca 1968       | Berlin                      | Ceglana         | Margaret Smith Court    | Helga Niessen Masthoff Helga Schultze       | 6:4, 6:3                            |
| Zwyciężczyni      | 4.  | 8 czerwca 1968       | Manchester                  | Trawiasta       | Margaret Smith Court    | Betty Rosenquest Judy Tegart                | 6:3, 6:4                            |
| Zwyciężczyni      | 5.  | 20 lipca 1968        | Hoylake                     | Trawiasta       | Margaret Smith Court    | Lesley Turner Pat Walkden                   | 8:6, 6:2                            |
| Finalistka        | 1.  | 25 sierpnia 1968     | Chestnut Hill               | Trawiasta       | Joyce Barclay           | Maria Bueno Margaret Smith Court            | 3:6, 5:7                            |
| Finalistka        | 2.  | 23 marca 1969        | Fort Lauderdale             | Ceglana         | Karen Krantzcke         | Margaret Smith Court Judy Tegart            | 3:6, 6:3, 3:6                       |
| Finalistka        | 3.  | 7 kwietnia 1969      | Johannesburg                | Twarda          | Nancy Richey            | Françoise Durr Ann Haydon-Jones             | 2:6, 6:3, 4:6                       |
| Zwyciężczyni      | 6.  | 20 lipca 1969        | Hoylake                     | Trawiasta       | Joyce Barclay           | Christine Janes Nell Truman                 | 6:3, 6:4                            |
| Zwyciężczyni      | 7.  | 17 sierpnia 1969     | Haverford                   | Trawiasta       | Margaret Smith Court    | Gail Chanfreau Lesley Hunt                  | 6:3, 6:0                            |
| Zwyciężczyni      | 8.  | 24 sierpnia 1969     | Chestnut Hill               | Trawiasta       | Margaret Smith Court    | Mary-Ann Eisel Valerie Ziegenfuss           | 4:6, 6:3, 6:0                       |
| Finalistka        | 4.  | 8 września 1969      | US Open                     | Trawiasta       | Margaret Smith Court    | Françoise Durr Darlene Hard                 | 6:0, 4:6, 4:6                       |
| Zwyciężczyni      | 9.  | 18 października 1969 | Perth                       | Twarda (hala)   | Ann Haydon-Jones        | Mary-Ann Eisel Julie Heldman                | 6:4, 6:4                            |
| Zwyciężczyni      | 10. | 25 października 1969 | Stalybridge                 | Dywanowa (hala) | Ann Haydon-Jones        | Annette Du Plooy Joyce Barclay              | 6:3, 6:3                            |
| Zwyciężczyni      | 11. | 2 listopada 1969     | Aberavon                    | Dywanowa (hala) | Ann Haydon-Jones        | Mary-Ann Eisel Julie Heldman                | 6:3, 6:2                            |
| Zwyciężczyni      | 12. | 8 listopada 1969     | Torquay                     | Dywanowa (hala) | Ann Haydon-Jones        | Mary-Ann Eisel Julie Heldman                | 6:2, 4:6, 6:2                       |
| Zwyciężczyni      | 13. | 15 listopada 1969    | Londyn                      | Dywanowa (hala) | Ann Haydon-Jones        | Annette Du Plooy Joyce Barclay              | 7:5, 3:6, 6:2                       |
| Zwyciężczyni      | 14. | 23 listopada 1969    | Londyn                      | Twarda (hala)   | Ann Haydon-Jones        | Rosie Casals Billie Jean King               | 6:2, 6:4                            |
| Zwyciężczyni      | 15. | 18 maja 1970         | Berlin                      | Ceglana         | Judy Tegart Dalton      | Karen Krantzcke Helga Schultze-Hösl         | 4:6, 7:5, 6:0                       |
| Finalistka        | 5.  | 27 maja 1970         | Rzym                        | Ceglana         | Françoise Durr          | Rosie Casals Billie Jean King               | 2:6, 6:3, 7:9                       |
| Finalistka        | 6.  | 4 lipca 1970         | Wimbledon                   | Trawiasta       | Françoise Durr          | Rosie Casals Billie Jean King               | 2:6, 3:6                            |
| Finalistka        | 7.  | 16 sierpnia 1970     | Hamburg                     | Ceglana         | Winnie Shaw             | Karen Krantzcke Kerry Melville              | 0:6, 1:6                            |
| Zwyciężczyni      | 16. | 30 sierpnia 1970     | South Orange                | Trawiasta       | Rosie Casals            | Gail Chanfreau Françoise Durr               | 6:3, 6:4                            |
| Finalistka        | 8.  | 12 września 1970     | US Open                     | Trawiasta       | Rosie Casals            | Margaret Smith Court Judy Tegart Dalton     | 3:6, 4:6                            |
| Zwyciężczyni      | 17. | 20 września 1970     | Charlotte                   | Ceglana         | Margaret Smith Court    | Françoise Durr Nancy Richey                 | 10:1                                |
| Zwyciężczyni      | 18. | 24 października 1970 | Stalybridge                 | Dywanowa (hala) | Ann Haydon-Jones        | Françoise Durr Betty Stöve                  | 6:4, 6:3                            |
| Zwyciężczyni      | 19. | 31 października 1970 | Aberavon                    | Dywanowa (hala) | Ann Haydon-Jones        | Françoise Durr Betty Stöve                  | 6:4, 6:3                            |
| Zwyciężczyni      | 20. | 7 listopada 1970     | Torquay                     | Dywanowa (hala) | Ann Haydon-Jones        | Janice Townsend Sharon Walsh                | 6:3, 6:4                            |
| Zwyciężczyni      | 21. | 14 listopada 1970    | Londyn                      | Dywanowa (hala) | Ann Haydon-Jones        | Joyce Barclay Winnie Shaw                   | 1:6, 7:6, 7:6                       |
| Finalistka        | 9.  | 22 listopada 1970    | Londyn                      | Twarda (hala)   | Ann Haydon-Jones        | Rosie Casals Billie Jean King               | 3:6, 5:7                            |
| Finalistka        | 10. | 4 stycznia 1971      | Perth                       | Trawiasta       | Winnie Shaw             | Evonne Goolagong Margaret Smith Court       | 4:6, 5:7                            |
| Finalistka        | 11. | 25 kwietnia 1971     | Katania                     |                 | Pam Teeguarden          | Gail Sherriff Chanfreau Helga Schultze      | 4:6, 4:6                            |
| Zwyciężczyni      | 22. | 10 maja 1971         | Rzym                        | Ceglana         | Helga Niessen Masthoff  | Lesley Turner Helen Gourlay                 | 5:7, 6:2, 6:2                       |
| Zwyciężczyni      | 23. | 24 października 1971 | Billingham                  | Dywanowa (hala) | Françoise Durr          | Evonne Goolagong Julie Heldman              | 6:3, 4:6, 6:2                       |
| Zwyciężczyni      | 24. | 29 października 1971 | Londyn                      | Twarda (hala)   | Françoise Durr          | Evonne Goolagong Julie Heldman              | 3:6, 7:5, 6:3                       |
| Zwyciężczyni      | 25. | 7 listopada 1971     | Aberavon                    | Dywanowa (hala) | Françoise Durr          | Evonne Goolagong Julie Heldman              | 7:5, 6:4                            |
| Finalistka        | 12. | 14 listopada 1971    | Torquay                     | Dywanowa (hala) | Françoise Durr          | Evonne Goolagong Julie Heldman              | 6:7, 4:6                            |
| Finalistka        | 13. | 21 listopada 1971    | Londyn                      | Dywanowa (hala) | Françoise Durr          | Evonne Goolagong Julie Heldman              | 5:7, 4:6                            |
| Finalistka        | 14. | 9 stycznia 1972      | Sydney                      | Trawiasta       | Lesley Turner Bowrey    | Patricia Edwards Evonne Goolagong           | 1:6, 2:6                            |
| Zwyciężczyni      | 26. | 16 stycznia 1972     | San Francisco               | Twarda          | Rosie Casals            | Françoise Durr Judy Tegart Dalton           | 6:3, 5:7, 6:2                       |
| Zwyciężczyni      | 27. | 25 stycznia 1972     | Long Beach                  | Twarda          | Rosie Casals            | Helen Gourlay Karen Krantzcke               | 6:4, 5:7, 7:5                       |
| Zwyciężczyni      | 28. | 30 stycznia 1972     | Boston                      | Dywanowa (hala) | Rosie Casals            | Françoise Durr Judy Tegart Dalton           | 2:6, 6:3, 7:6(4)                    |
| Finalistka        | 15. | 6 lutego 1972        | Fort Lauderdale             | Ceglana         | Nancy Gunter            | Françoise Durr Judy Tegart Dalton           | 3:6, 2:6                            |
| Zwyciężczyni      | 29. | 27 sierpnia 1972     | Haverford                   | Trawiasta       | Sharon Walsh            | Brenda Kirk Pat Walkden-Pretorius           | 7:6, 6:2                            |
| Finalistka        | 16. | 7 września 1972      | US Open                     | Ceglana         | Margaret Smith Court    | Françoise Durr Betty Stöve                  | 3:6, 6:1, 3:6                       |
| Zwyciężczyni      | 30. | 22 października 1972 | Billingham                  | Dywanowa (hala) | Margaret Smith Court    | Patti Hogan Sharon Walsh                    | 6:3, 6:2                            |
| Zwyciężczyni      | 31. | 30 października 1972 | Edynburg                    | Dywanowa (hala) | Margaret Smith Court    | Julie Heldman Betty Stöve                   | 6:2, 6:3                            |
| Zwyciężczyni      | 32. | 4 listopada 1972     | Aberavon                    | Dywanowa (hala) | Margaret Smith Court    | Julie Heldman Betty Stöve                   | 6:0, 6:3                            |
| Zwyciężczyni      | 33. | 11 listopada 1972    | Torquay                     | Dywanowa (hala) | Margaret Smith Court    | Brenda Kirk Sharon Walsh                    | 6:4, 6:4                            |
| Zwyciężczyni      | 34. | 18 listopada 1972    | Londyn                      | Dywanowa (hala) | Margaret Smith Court    | Brenda Kirk Sharon Walsh                    | 6:1, 6:4                            |
| Finalistka        | 17. | 1 grudnia 1972       | Buenos Aires                | Ceglana         | Ana María Arias         | Helga Niessen Masthoff Pam Teeguarden       | 5:7, 2:6                            |
| Zwyciężczyni      | 35. | 1 stycznia 1973      | Australian Open             | Trawiasta       | Margaret Smith Court    | Kerry Harris Kerry Melville                 | 6:4, 6:4                            |
| Zwyciężczyni      | 36. | 4 marca 1973         | Fort Lauderdale             | Ceglana         | Gail Sherriff Chanfreau | Evonne Goolagong Janet Young                | 4:6, 6:3, 6:2                       |
| Finalistka        | 18. | 11 marca 1973        | Dallas                      | Dywanowa (hala) | Gail Sherriff Chanfreau | Evonne Goolagong Janet Young                | 2:6, 2:6                            |
| Zwyciężczyni      | 37. | 2 czerwca 1973       | French Open                 | Ceglana         | Margaret Smith Court    | Françoise Durr Betty Stöve                  | 6:2, 6:3                            |
| Zwyciężczyni      | 38. | 10 czerwca 1973      | Rzym                        | Ceglana         | Olga Morozowa           | Martina Navrátilová Renáta Tomanová         | 3:6, 6:2, 7:5                       |
| Zwyciężczyni      | 39. | 14 lipca 1973        | Dublin                      | Trawiasta       | Margaret Smith Court    | Helen Gourlay Karen Krantzcke               | 8:6, 3:6, 6:4                       |
| Zwyciężczyni      | 40. | 21 lipca 1973        | Hoylake                     | Trawiasta       | Karen Krantzcke         | Patti Hogan Sharon Walsh                    | 5:7, 6:4, 6:1                       |
| Zwyciężczyni      | 41. | 8 września 1973      | US Open                     | Twarda          | Margaret Smith Court    | Rosie Casals Billie Jean King               | 3:6, 6:3, 7:5                       |
| Zwyciężczyni      | 42. | 27 października 1973 | Aberavon                    | Dywanowa (hala) | Marita Redondo          | Julie Heldman Ann Kiyomura                  | 4:6, 6:3, 7:6                       |
| Zwyciężczyni      | 43. | 3 listopada 1973     | Edynburg                    | Dywanowa (hala) | Marita Redondo          | Julie Heldman Ann Kiyomura                  | 6:1, 2:6, 6:4                       |
| Zwyciężczyni      | 44. | 10 listopada 1973    | Billingham                  | Dywanowa (hala) | Marita Redondo          | Glynis Coles Sharon Walsh                   | 6:7, 6:3, 6:2                       |
| Finalistka        | 19. | 25 listopada 1973    | Johannesburg                | Twarda          | Chris Evert             | Linky Boshoff Ilana Kloss                   | 6:7, 6:2, 1:6                       |
| Finalistka        | 20. | 10 marca 1974        | Dallas                      | Dywanowa (hala) | Karen Krantzcke         | María-Isabel Fernández Martina Navrátilová  | 3:6, 6:3, 3:6                       |
| Zwyciężczyni      | 45. | 26 maja 1974         | Bournemouth                 | Ceglana         | Julie Heldman           | Patti Hogan Sharon Walsh                    | 6:2, 6:2                            |
| Finalistka        | 21. | 6 października 1974  | Houston                     | Twarda          | Sue Stap                | Janet Newberry Wendy Overton                | 6:4, 5:7, 2:6                       |
| Zwyciężczyni      | 46. | 3 listopada 1974     | Hilton Head Island          | Dywanowa (hala) | Evonne Goolagong        | Chris Evert Billie Jean King                | 3:6, 6:4, 6:3                       |
| Zwyciężczyni      | 47. | 17 listopada 1974    | Londyn                      | Dywanowa (hala) | Sharon Walsh            | Lesley Charles Sue Mappin                   | 6:2, 6:7, 6:2                       |
| Finalistka        | 22. | 12 stycznia 1975     | San Francisco               | Dywanowa (hala) | Rosie Casals            | Chris Evert Billie Jean King                | 2:6, 5:7                            |
| Finalistka        | 23. | 19 stycznia 1975     | Sarasota                    | Dywanowa (hala) | Betty Stöve             | Chris Evert Billie Jean King                | 4:6, 2:6                            |
| Finalistka        | 24. | 16 marca 1975        | Houston                     | Dywanowa (hala) | Evonne Goolagong        | Françoise Durr Betty Stöve                  | 6:2, 3:6, 6:7(2)                    |
| Zwyciężczyni      | 48. | 12 kwietnia 1975     | Tokio, WTA Doubles          | Dywanowa (hala) | Margaret Smith Court    | Rosie Casals Billie Jean King               | 6:7(2), 7:6(2), 6:2                 |
| Zwyciężczyni      | 49. | 6 maja 1975          | Amelia Island               | Ceglana         | Evonne Goolagong        | Rosie Casals Olga Morozowa                  | 4:6, 6:4, 6:2                       |
| Finalistka        | 25. | 24 sierpnia 1975     | Nowy Jork                   | Ceglana         | Margaret Smith Court    | Chris Evert Martina Navrátilová             | 5:7, 7:6, 4:6                       |
| Zwyciężczyni      | 50. | 6 września 1975      | US Open                     | Ceglana         | Margaret Smith Court    | Rosie Casals Billie Jean King               | 7:5, 2:6, 7:6                       |
| Finalistka        | 26. | 24 października 1975 | Hilton Head Island          | Dywanowa (hala) | Evonne Goolagong Cawley | Rosie Casals Chris Evert                    | 5:7, 1:6                            |
| Finalistka        | 27. | 2 listopada 1975     | Sztokholm                   | Dywanowa (hala) | Evonne Goolagong Cawley | Françoise Durr Betty Stöve                  | 3:6, 4:6                            |
| Finalistka        | 28. | 9 listopada 1975     | Paryż                       | Dywanowa (hala) | Evonne Goolagong Cawley | Françoise Durr Betty Stöve                  | 6:2, 0:6, 3:6                       |
| Finalistka        | 29. | 16 listopada 1975    | Londyn                      | Twarda (hala)   | Evonne Goolagong Cawley | Françoise Durr Betty Stöve                  | 4:6, 6:7                            |
| Zwyciężczyni      | 51. | 25 stycznia 1976     | Waszyngton                  | Dywanowa (hala) | Olga Morozowa           | Mona Guerrant Wendy Overton                 | 7:6(2), 6:2                         |
| Zwyciężczyni      | 52. | 2 lutego 1976        | Chicago                     | Dywanowa (hala) | Olga Morozowa           | Evonne Goolagong Cawley Martina Navrátilová | 6:7(4), 6:4, 6:4                    |
| Nierozstrzygnięte | 30. | 20 czerwca 1976      | Eastbourne                  | Trawiasta       | Olga Morozowa           | Chris Evert Martina Navrátilová             | 1:6, 1:1 przerwany z powodu deszczu |
| Finalistka        | 31. | 11 września 1976     | US Open                     | Ceglana         | Olga Morozowa           | Linky Boshoff Ilana Kloss                   | 1:6, 4:6                            |
| Finalistka        | 32. | 19 września 1976     | Atlanta                     | Dywanowa (hala) | Betty Stöve             | Rosie Casals Françoise Durr                 | 0:6, 4:6                            |
| Finalistka        | 33. | 10 października 1976 | Hilton Head                 | Ceglana         | Martina Navrátilová     | Sue Barker Evonne Goolagong Cawley          | 6:4, 2:6, 4:6                       |
| Zwyciężczyni      | 53. | 7 listopada 1976     | Londyn                      | Twarda (hala)   | Betty Stöve             | Rosie Casals Chris Evert                    | 6:3, 2:6, 6:3                       |
| Zwyciężczyni      | 54. | 20 marca 1977        | Filadelfia                  | Dywanowa (hala) | Françoise Durr          | Martina Navrátilová Betty Stöve             | 6:4, 4:6, 6:4                       |
| Finalistka        | 34. | 3 kwietnia 1977      | Hilton Head                 | Ceglana         | Françoise Durr          | Rosie Casals Chris Evert                    | 4:6, 2:6                            |
| Finalistka        | 35. | 8 kwietnia 1977      | Tokio, WTA Doubles          | Dywanowa (hala) | Françoise Durr          | Martina Navrátilová Betty Stöve             | 5:7, 3:6                            |
| Finalistka        | 36. | 1 października 1977  | Hilton Head                 | Ceglana         | Dianne Fromholtz        | Evonne Goolagong Cawley Kerry Reid          | 7:5, 1:6, 4:6                       |
| Zwyciężczyni      | 55. | 6 listopada 1977     | Palm Springs                | Twarda (hala)   | Françoise Durr          | Helen Gourlay Joanne Russell                | 6:1, 4:6, 6:4                       |
| Finalistka        | 37. | 11 grudnia 1977      | Londyn                      | Twarda (hala)   | Betty Stöve             | Billie Jean King Renáta Tomanová            | 2:6, 3:6                            |
| Finalistka        | 38. | 15 stycznia 1978     | Hollywood                   | Dywanowa (hala) | Françoise Durr          | Rosie Casals Wendy Turnbull                 | 2:6, 4:6                            |
| Zwyciężczyni      | 56. | 29 stycznia 1978     | Los Angeles                 | Dywanowa (hala) | Betty Stöve             | Pam Teeguarden Greer Stevens                | 6:3, 6:2                            |
| Finalistka        | 39. | 26 marca 1978        | Filadelfia                  | Dywanowa (hala) | Françoise Durr          | Kerry Reid Wendy Turnbull                   | 3:6, 5:7                            |
| Finalistka        | 40. | 7 kwietnia 1978      | Salt Lake City, WTA Doubles | Dywanowa (hala) | Françoise Durr          | Billie Jean King Martina Navrátilová        | 5:7, 3:6                            |
| Zwyciężczyni      | 57. | 1 października 1978  | Atlanta                     | Dywanowa (hala) | Françoise Durr          | Martina Navrátilová Anne Smith              | 4:6, 6:2, 6:4                       |
| Zwyciężczyni      | 58. | 22 października 1978 | Brighton                    | Dywanowa (hala) | Betty Stöve             | Ilana Kloss JoAnne Russell                  | 6:0, 7:6                            |
| Finalistka        | 41. | 11 marca 1979        | Filadelfia                  | Dywanowa (hala) | Renée Richards          | Françoise Durr Betty Stöve                  | 4:6, 2:6                            |
| Finalistka        | 42. | 10 czerwca 1979      | French Open                 | Ceglana         | Françoise Durr          | Betty Stöve Wendy Turnbull                  | 6:3, 5:7, 4:6                       |
| Finalistka        | 43. | 3 lutego 1980        | Seattle                     | Dywanowa (hala) | Greer Stevens           | Rosie Casals Wendy Turnbull                 | 4:6, 6:2, 5:7                       |
| Finalistka        | 44. | 17 lutego 1980       | Oakland                     | Dywanowa (hala) | Greer Stevens           | Sue Barker Ann Kiyomura                     | 0:6, 4:6                            |
| Finalistka        | 45. | 15 lutego 1981       | Oakland                     | Dywanowa (hala) | Martina Navrátilová     | Rosie Casals Wendy Turnbull                 | 1:6, 4:6                            |
| Zwyciężczyni      | 59. | 8 maja 1983          | Rzym                        | Ceglana         | Virginia Ruzici         | Ivanna Madruga-Osses Catherine Tanvier      | 6:3, 2:6, 6:1                       |

### Gra mieszana 6 (4–2)

#### Przed Erą Open 1 (0–1)
| Końcowy wynik | Nr | Data          | Turniej | Nawierzchnia | Partner     | Przeciwnicy                       | Wynik finału |
| ------------- | -- | ------------- | ------- | ------------ | ----------- | --------------------------------- | ------------ |
| Finalistka    | 1. | 24 marca 1968 | Kampala | Trawiasta    | Allan Stone | Margaret Smith Court Ken Fletcher | 6:8, 4:6     |

#### W Erze Open 5 (4–1)
| Końcowy wynik | Nr | Data                | Turniej     | Nawierzchnia | Partner          | Przeciwnicy                        | Wynik finału                 |
| ------------- | -- | ------------------- | ----------- | ------------ | ---------------- | ---------------------------------- | ---------------------------- |
| Finalistka    | 1. | 19 maja 1968        | Rzym        | Ceglana      | Tom Okker        | Margaret Smith Court Marty Riessen | 6:8, 3:6                     |
| Zwyciężczyni  | 1. | 3 czerwca 1968      | Berlin      | Ceglana      | Tom Okker        | Margaret Smith Court Marty Riessen | 6:3, 2:6, 6:2                |
| Zwyciężczyni  | 2. | 20 lipca 1968       | Hoylake     | Trawiasta    | Robert Howe      | Margaret Smith Court Ken Fletcher  | nie rozegrano, tytuł wspólny |
| Zwyciężczyni  | 3. | 2 sierpnia 1969     | Eastbourne  | Trawiasta    | David Lloyd      | Christine Janes John Clifton       | nie rozegrano, tytuł wspólny |
| Zwyciężczyni  | 4. | 1 października 1977 | Hilton Head | Ceglana      | Vitas Gerulaitis | Kerry Reid Roscoe Tanner           | 6:7, 6:3, 7:6                |

## Występy w Turnieju Mistrzyń

### W grze pojedynczej
| Rok         | Rezultat     | Rywalka                                               | Wynik                                |
| 1973        | Ćwierćfinał  | Nancy Richey-Gunter                                   | 3:6, 5:7                             |
| 1974        | Półfinał     | Chris Evert                                           | 4:6, 2:6                             |
| 1975        | 3. miejsce   | Evonne Goolagong Cawley                               | 8:5                                  |
| 1976        | Faza grupowa | Chris Evert Rosie Casals Sue Barker                   | 3:6, 6:3, 1:6 1:6, 5:7 5:7, 6:7      |
| 1977        | Faza grupowa | Rosie Casals Mima Jaušovec Chris Evert                | 6:4, 4:6, 4:6 6:7, 6:3, 6:4 2:6, 5:7 |
| 1977 Toyota | Faza grupowa | Martina Navrátilová Chris Evert\| Dianne Fromholtz    | 7:6, 7:5 6:1, 4:6, 4:6 7:5, 6:4      |
| 1978        | Faza grupowa | Billie Jean King Rosie Casals Evonne Goolagong Cawley | 1:6, 6:2, 6:4 5:7, 6:3, 0:6 0:6, 6:7 |
| 1978 Toyota | Półfinał     | Chris Evert                                           | 2:6, 2:6                             |
| 1979        | Ćwierćfinał  | Sue Barker                                            | 7:5, 5:7, 2:6                        |
| 1980        | Faza grupowa | Billie Jean King Kathy Jordan                         | 1:6, 3:6 6:1, 3:6, 0:6               |

### W grze podwójnej
| Rok         | Rezultat   | Partnerka      | Przeciwniczki                        | Wynik         |
| 1973        | Półfinał   | Mona Schallau  | Françoise Durr Betty Stöve           | 1:6, 2:6      |
| 1977 Toyota | Zwycięstwo | Françoise Durr | Helen Cawley Joanne Russell          | 6:1, 4:6, 6:4 |
| 1978 Toyota | Półfinał   | Françoise Durr | Billie Jean King Martina Navrátilová | 6:7, 5:7      |

## Występy w turnieju WTA Doubles Championships
| Rok  | Rezultat   | Partnerka            | Przeciwniczki                        | Wynik               |
| 1975 | Zwycięstwo | Margaret Smith Court | Rosie Casals Billie Jean King        | 6:7(2), 7:6(2), 6:2 |
| 1976 | Półfinał   | Olga Morozowa        | Mona Guerrant Ann Kiyomura           | 3:6, 1:6            |
| 1977 | Finał      | Françoise Durr       | Martina Navrátilová Betty Stöve      | 5:7, 3:6            |
| 1978 | Finał      | Françoise Durr       | Billie Jean King Martina Navrátilová | 4:6, 4:6            |